# باغان (کوار)
باغان (شیراز)، روستایی از توابع بخش کوار شهرستان شیراز در استان فارس ایران است.

## جمعیت
این روستا در دهستان طسوج قرار دارد و براساس سرشماری مرکز آمار ایران در ۱۳۹۵

، جمعیت آن ۲٬۷۴۴ نفر (۵۷۷خانوار) بوده‌است.